# Завист
Завистта е емоция, която изразява вътрешна злоба, предизвикана от успехите, радостта, задоволството и благополучието на други хора. Тя е свързана с желанието или да притежаваш това, което другите имат, или да желаеш те да го загубят. Може да е пасивна или агресивна. Също така завистта е тясно свързана с чувството на ревност. Представлява един от седемте смъртни гряха в християнството.
Аристотел дефинира завистта като „мъката, причинена от благосъстоянието на други“, докато Имануел Кант дава определението „нежеланието и невъзможността да се види собственото благосъстояние и благополучие, защото е засенчено от това на другите по причина на стандарта за сравнение“.
В някои култури завистта се свързва със зеления цвят. На български например съществува изразът „позеленя от злоба“. Счита се, че този израз е навлязъл в употреба от пиесите на Шекспир „Отело“ и „Венецианският търговец“, където писателят употребява съчетанието „зеленоока ревност“ (green-eyed jealousy).